# Камышная (деревня)
Камышная — деревня в Кемеровском районе Кемеровской области. Входит в состав Ясногорского сельского поселения.

## География
Центральная часть населённого пункта расположена на высоте 172 метров над уровнем моря.
Через населенный пункт протекает река "Большая Камышная" и река "Мазуровка". В деревне находится водопад.

## Геодезическая изученность
Рядом с деревней расположены 3 пункта ГГС. В самой деревне находится 2 пункта полигонометрии (состояние не известно)  и 1 пункт ГНС (состояние не известно) 

## Население
По данным Всероссийской переписи населения 2010 года, в деревне Камышная проживает 417 человек (206 мужчин, 211 женщина).

## Транспорт
Общественный транспорт представлен таксомоторным маршрутом:
- №121Т: д/п Вокзал — с. Мазурово — пос. Ясногорский (специальный утренний рейс)